# Malika Agueznay
Malika Agueznay, née en 1934 à Marrakech au Maroc, est une artiste plasticienne marocaine. Pour ses contributions à l'art moderne et à l'abstraction dans l'histoire de l'art visuel marocain, elle devient internationalement connue comme la première femme artiste moderniste du Maroc et membre de l'École d'art expérimentale de Casablanca.

## Biographie

### Enfance, jeunesse et débuts
Elle est née en 1934 à Marrakech.
De 1966 à 1970, Agueznay est la première jeune femme à étudier à l'École des Beaux-Arts de Casablanca. Sous la direction des artistes Farid Belkahia, Mohammed Melehi et Mohamed Chabâa, la nouvelle orientation de cette école d'art privilégie les approches expérimentales et modernistes, enseignant un art abstrait caractérisé par des formes modernistes, des lignes, des motifs géométriques et des couleurs primaires. De plus, les projets de l'École des Beaux-Arts de Casablanca se caractérisent par leurs œuvres collaboratives et leur engagement public dans des espaces ouverts,,.
Déjà étudiante en 1968, elle crée un relief acrylique aux motifs d'algues biomorphiques bleu marine, qui devient plus tard un motif récurrent dans ses créations. Tout au long de sa carrière, elle développe des formes abstraites d'algues comme motif récurrent. Influencée par ses professeurs comme Melehi et d'autres artistes, elle explore une « abstraction évoquant la féminité et sa propre perspective féminine ».

« Au fil du temps, Agueznay a incorporé la forme de l'algue de différentes manières, en la tirant dans différentes directions : en tant qu'abstraction pure, en tant que fondement d'un texte calligraphique, en tant qu'élément d'une formation végétale distincte ou en tant qu'évocation spécifique du corps de la femme. Elle l'a également utilisé sur plusieurs supports, le plaçant au centre de sa pratique multiforme, qui s'étend de la gravure et de la peinture à la sculpture et au travail du bois. »

— Holiday Powers, Opening the Path for a Feminine Abstraction : Malika Agueznay et l'école de Casablanca

### Carrière
En 1978, elle participe au premier atelier d'artistes connu sous le nom de Moussem culturel d'Asilah, où elle pratique la gravure. Elle devient ainsi la première femme graveuse au Maroc. Après avoir fréquenté l'atelier de Roman Artymowski, elle poursuit ses études à New York dans les ateliers de Mohammad Omar Khalil et de Robert Blackburn. Lors des éditions suivantes du Moussem d'Asilah avec Khalil, Blackburn et Krishna Reddy, elle expose ses estampes lors d'expositions collectives à partir de 1979. En 1981, elle participe à un projet d'art public à l'hôpital psychiatrique de Berrechid, où elle peint une fresque murale de dix mètres de long. En 1985, elle réalise une autre fresque murale de grande envergure à Asilah dans le cadre du festival. Artiste et professeur d'art, elle participe au festival international d'art d'Asilah pendant plus de vingt ans.

## Vie privée
Elle est la mère de l'artiste plasticienne Amina Agueznay. Ensemble, elles créent des œuvres d'art telles que l'exposition in situ Metamorphosis à la Fondation Attijariwafa Bank à Rabat en 2018.

## Réception
En 2015, une monographie de cette artiste est publiée.
De mai 2023 à janvier 2024, la galerie d'art Tate St Ives au Pays de Galles (Royaume-Uni), puis la Sharjah Art Foundation aux Émirats arabes unis (février-juin 2024), ont présenté une exposition intitulée " L'école d'art de Casablanca : Plateformes et modèles pour une avant-garde postcoloniale (1962-1987)". La même exposition, qui comprend des œuvres d'Agueznay et d'autres membres de l'École d'art de Casablanca, a été présentée par la Schirn Kunsthalle à Francfort, en Allemagne, entre juillet et octobre 2024. Cette exposition présente près de 100 œuvres de 22 artistes et des documents de la période historique de l'École d'art de Casablanca.

## Expositions
- 1968 ː Exposition collective avec d'autres étudiants de l'École des Beaux-Arts de Casablanca[10]
- 2021 : Trilogie marocaine 1950-2020 au Musée Reina Sofia, Madrid[11]
- 2020 - 2022 : Taking Shape: Abstraction from the Arab World, 1950s–1980s, divers espaces d'exposition dans des universités américaines[12]
- 2020 : Exposition personnelle Malika Agueznay comme en 68, Casablanca[13]
- 2022 : Mohamed Melehi - Malika Agueznay - Marion Boehm - Mous Lamrabat - Mohamed Lekleti, Art Dubai, Émirats arabes unis[14]
- 2023 - 2024 : L'École d'art de Casablanca : plateformes et modèles pour une avant-garde postcoloniale (1962-1987), St. Ives, Sharjah, Francfort[9]